# Guszyt
Guszyt (ros. Гушит) – wieś (dieriewnia) w Rosji, w obwodzie irkuckim, w rejonie echirit-bułagackim. W 2021 liczyła 126 mieszkańców.